# Wilhelm Amsinck (Syndikus)

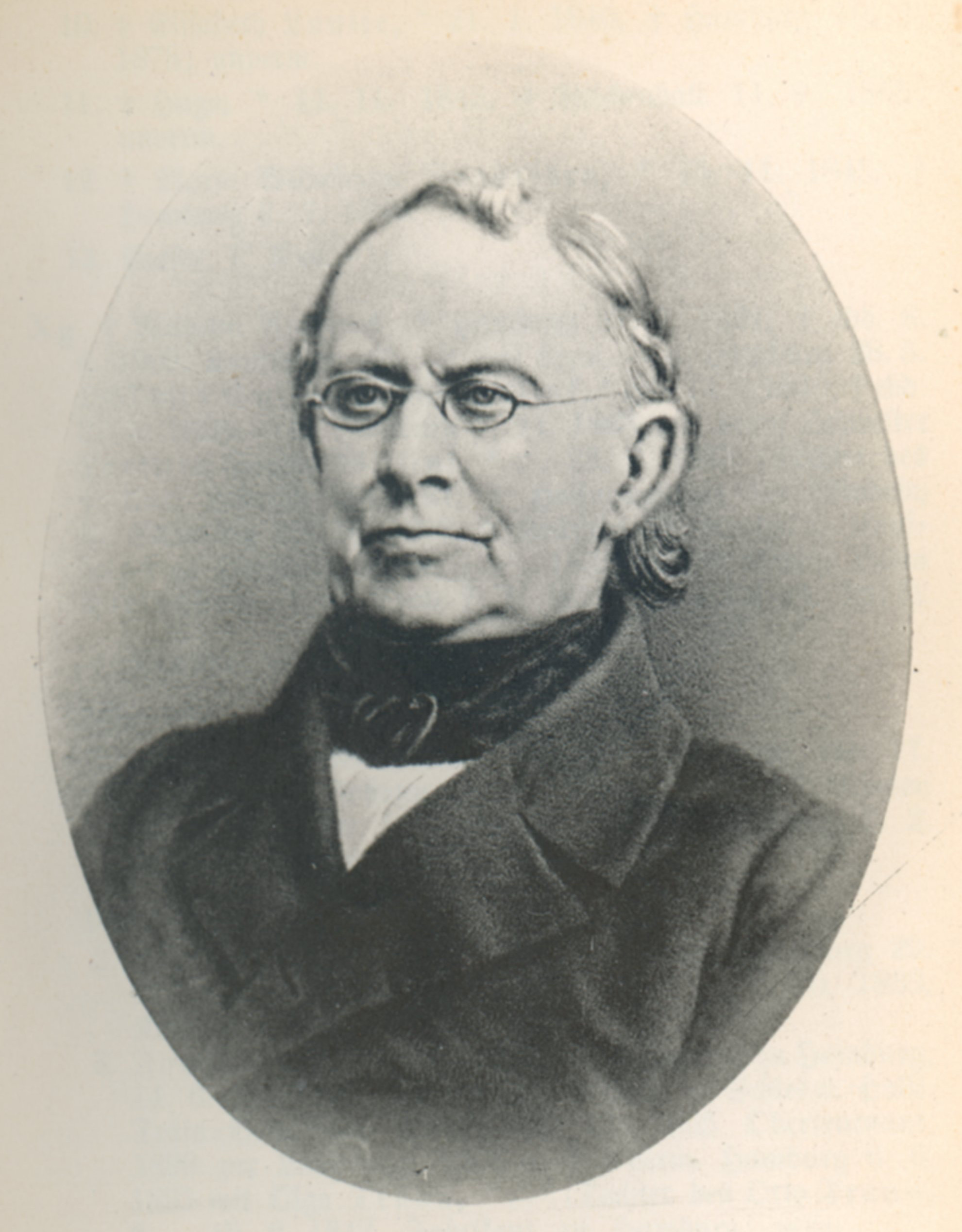
Wilhelm Amsinck

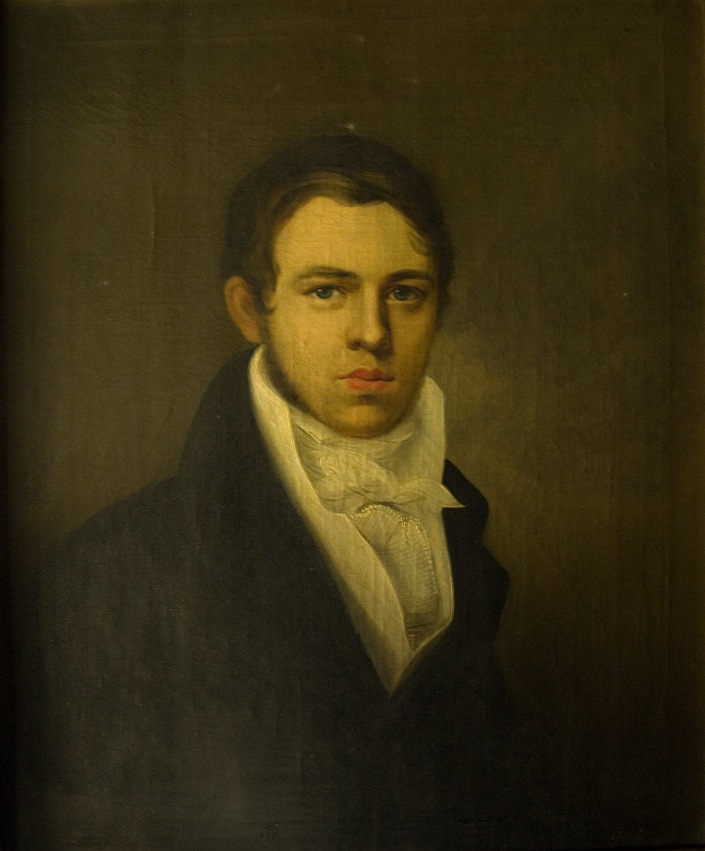
Wilhelm Amsinck

Wilhelm Amsinck (* 19. Juli 1793 in Hamburg; † 4. Januar 1874 ebenda) war ein deutscher Jurist, Politiker und Senatssyndicus in Hamburg. 

## Leben
Der zweite Sohn von sechs Kindern des gleichnamigen Bürgermeisters entstammte der seit dem 16. Jahrhundert in Hamburg ansässigen Hanseaten-Familie Amsinck. Nach dem Besuch des Johanneums und des Akademischen Gymnasiums studierte er Jura in Göttingen, unternahm ab 1817 eine zweijährige Bildungsreise durch Europa und ließ sich anschließend als Advokat in seiner Heimatstadt nieder. 1824 wurde er dort Richter am Niedergericht und drei Jahre später als Syndicus in den Senat gewählt. 
Besondere Verdienste erwarb sich Amsinck als Präses mehrerer Rats- und Bürgerdeputationen, unter anderem für den Wiederaufbau der Stadt nach dem Großen Brand (1842–46) sowie für die Ausarbeitung einer neuen Verfassung (1848–60). 
Außerdem leitete er die Entwässerung des Hammerbrooks als Voraussetzung für dessen spätere Bebauung. In Erinnerung daran wurde 1842 die dortige Amsinckstraße nach ihm benannt.
Er war verheiratet mit Maria von Schwartz (1805–1877). Sein älterer Bruder Johannes Amsinck (1792–1879) übernahm das großväterliche Handelshaus Johannes Schuback & Söhne.